# Margem de segurança (finanças)
Margem de segurança é a diferença entre o valor intrínseco de uma ação e seu preço de mercado.
Outra definição: Na análise do ponto de equilíbrio, da disciplina de contabilidade, a margem de segurança é quanta produção ou nível de vendas pode cair antes que um negócio atinja seu ponto de equilíbrio. O ponto de equilíbrio é um cenário sem lucro e sem perda.

## História
Benjamin Graham e David Dodd, fundadores do investimento em valor, cunharam o termo margem de segurança em seu livro seminal de 1934, Security Analysis. O termo também é descrito em The Intelligent Investor, de Graham. Graham disse que "a margem de segurança é sempre dependente do preço pago".

## Aplicação ao investimento
Usando a margem de segurança, deve-se comprar uma ação quando ela vale mais do que seu preço no mercado. Esta é a tese central da filosofia de investimento em valor que defende a preservação do capital como sua primeira regra de investimento. Benjamin Graham sugeriu olhar para empresas impopulares ou negligenciadas com baixos índices Preço/Lucro e P/B. Deve-se também analisar as demonstrações financeiras e notas de rodapé para entender se as empresas possuem ativos ocultos (por exemplo, investimentos em outras empresas) que são potencialmente despercebidos pelo mercado.

A margem de segurança protege o investidor tanto de más decisões quanto de crises no mercado. Como o valor justo é difícil de calcular com precisão, a margem de segurança dá ao investidor espaço para investir. 
Uma interpretação comum da margem de segurança é o quão abaixo do valor intrínseco se está pagando por uma ação. Para emissões de alta qualidade, os investidores de valor normalmente querem pagar 90 centavos por real (90% do valor intrínseco), enquanto ações mais especulativas devem ser compradas com um desconto de até 50% em relação ao valor intrínseco (pague 50 centavos por real). 

## Aplicação à contabilidade
Na linguagem contábil, a margem de segurança é a diferença entre o nível de vendas esperado (ou real) e o nível de vendas do ponto de equilíbrio. Pode ser expresso na forma de equação da seguinte forma:
Margem de segurança = Nível de vendas esperado (ou) real (quantidade ou valor em reais) - Nível de vendas de equilíbrio (quantidade ou valor em reais)
A medida é especialmente útil em situações em que grandes parcelas das vendas de uma empresa estão em risco, como quando estão vinculadas a um único contrato de cliente que pode ser cancelado. 